# Mario Levi
Pour les articles homonymes, voir Levi.
Mario Levi, né le 25 février 1957 et mort le 31 janvier 2024, est un écrivain, journaliste et universitaire turc.

## Biographie
Mario Levi est né en 1957 à Istanbul dans une famille stambouliote implantée depuis cinq cents ans. Il grandit auprès d’une grand-mère séfarade qui ne s’adresse à lui qu’en français et suit sa scolarité également en français au lycée des frères catholiques Saint-Michel d’Istamboul, en 1975. Mario Levi pratique le turc, le français et le judezmo.  
Il s’inscrit ensuite à l'université, à la Faculté de langue et littérature française, d’où il sort diplômé en Philologie française et romane en 1980. 
Mario Levi enseigne la sociologie à l’université. Il travaille comme journaliste, écrit des scénarios et travaille pour la publicité. Il a également travaillé comme professeur de français, programmeur de radio et rédacteur. Il enseigne l'écriture et l'écriture créative en animant des ateliers d'écriture. Il parle six langues, mais écrit son œuvre entièrement en turc plutôt qu’en français. Il justifie son attachement à la langue turque plutôt qu'au français, en disant : « Le turc est comme un amant à la voix douce. Parfois, cela peut remplacer la mère! ».

« S’il faut être quelque chose, je suis juif, turc, stambouliote écrivain »

— Mario Levi, Festival Étonnants voyageurs – Saint-Malo

Selon son ami Ahmet Ümit : 

« Levi est un de nos meilleurs écrivains : dans ses nouvelles et ses romans, il nous parle du vieil Istanboul, de l'Istanbul d’autrefois qui disparaît progressivement aujourd'hui. Il avait un style très personnel. C’était l'un de nos écrivains de renommée mondiale. Il était également conférencier: expliquait l'art aux gens […] »

Mario Levi écrit également des articles pour la presse quotidienne ou pour des magazines tels que : Cumhuriyet Magazine, Hokka magazine, Shalom, Cumhuriyet Newspaper,  Studio Imge, Gösteri, Milliyet, Sanat, Argos et Oksijen depuis 1984.

## Œuvres
- Jacques Brel : Un homme seul (Jacques Brel: Bir Yalnız Adam) (1986), biographie.
- Ne pas être capable de rejoindre une ville (Bir Şehre Gidememek), 1990, nouvelles ; Prix Haldun Taner pour la nouvelle 1990.
- Madame Floridis ne reviendra sans doute pas (Madam Floridis Dönmeyebilir), 1991, nouvelles.
- Notre meilleure histoire d'amour (En Güzel Aşk Hikayemiz), 1992, roman.
- Istanbul était un conte (İstanbul Bir Masaldı), 1999, roman.
- Lunapark fermé (Lunapark Kapandı), 2005, roman.
- C'était une pluie d'été (Bir yaz Yağmuruydu), 2005, roman.
- Où étiez-vous quand la nuit est tombée ? (Karanlık Çökerken Neredeydiniz?), 2009, roman.

### Œuvre traduite
- Istanbul war ein Märchen (İstanbul bir Masaldı), Suhrkamp Verlag, 2008 - Allemagne
- Istanbul era una favola (İstanbul bir Masaldı), Baldini Castoldi Dalai editore, 2007 - Italie
- Wo wart ihr, als die Finsternis hereinbrach? (Karanlık Çökerken Neredeydiniz?), Suhrkamp Verlag, 2011 - Allemagne
- La nostra più bella storia d’amore (En Güzel Aşk Hikayemiz), Baldini Castoldi Dalai editore, 2008 - Italie